# Engels lag

Graferna, som är exempel på så kallade Engelkurvor, visar hur livsmedelskonsumtionens andel av den totala konsumtionen minskar ju högre inkomsten är.

Engels lag är en statistisk regelbundenhet först upptäckt på 1800-talet av den tyske statistikern Ernst Engel. Engels studerade belgiska arbetarhushåll och märkte då att ju större inkomsterna var hos dessa desto lägre var livsmedelsinköpens procentuella andel av hushållens konsumtion. Det innebär att inkomstelasticiteten hos livsmedel är lägre än ett.
Engels lag har bekräftats av senare forskning.
Engels forskning har även utökats till att gälla andra studier gällande samband mellan inkomst och konsumtionsutgifter. Grafer som visar sådana samband kallas Engelkurvor.